# اغتيال (فلم)
اغتيال، هو فيلم مغامرات ومطاردات وجريمة مصري، أنتج عام 1996. من إخراج نادر جلال.

## بطولة
- نادية الجندي.
- محمود حميدة.
- أشرف عبد الباقي.
- عزت أبوعوف.
- محمد مختار.
- السيد راضي.
- عبد الغني ناصر.

## طاقم العمل
- إنتاج: محمد مختار
- إخراج: نادر جلال
- تأليف': بسيوني عثمان

## قصة الفيلم
الدكتورة الصيدلانية ندى (نادية الجندي) بدلا عن حصولها على الدكتوراة في الصيدلة تفاجئ بأنها متورطة في جريمة قتل أستاذها (عبد الغني ناصر) قبل أن يكشف لها سر خطير وتأتي إلى موقع الجريمة فإذا يضربها القاتل (عزت أبو عوف)، فتقع مغشياً عليها في موقع الجريمة مما يجعلها مصدر اتهام قوي. وتطاردها الشرطة لإلقاء القبض عليها.
بعد هروبها من عربة السجن التي انقلبت في الصحراء أثناء ترحيلها. وفي ذلك الحين تحاول ان تبرئ نفسها من قتل أستاذها، إلى أن تصل إلى عبده (فراش استاذها الدكتور بدران) في الفيوم وتحصل على شريط فيديو، اكتشفت فيه الحقيقة مع الصحفي عادل (اشرف عبد الباقي) أن العقل المدبر لعملية اغتيال استاذها هو زميلها في العمل الدكتور عزيز (محمد مختار) وتقوم بفضيحته عن طريق عرض ذلك الفيديو وحدثت مطاردة إلى سطح الفندق الذي عقد به المؤتمر الذي فضح عزيز أثنائه فيقوم عزيز بضربها إلى أن تصل الشرطة وحاولت أن تهرب من عزيز إلا أن اختل توارن كل منهما، فسقط عزيز من أعلى سطح الفندق واستطاعت الشرطة إنقاذها وتم إثبات البراءة بعد أن دفعت ثمناً باهظاً من أجلها دون ذنب. القصة مقتبسه عن فيلم الهارب.